# Спрота
Спрота, иногда Спрота Бретонская (фр. Sprota; первая половина X века) — конкубина герцога Нормандии Вильгельма Длинный Меч, мать герцога Ричарда I.

## Биография
Спрота впервые упоминается у Флодоарда. В записях о событиях 943 года этот хронист сообщает о «сыне Вильгельма, родившемся от бретонской наложницы». Слово «бретонская» в этом контексте ничего не говорит об этнической принадлежности Спроты: она могла иметь как кельтские, так и скандинавские или франкские корни. Последнее считается наиболее вероятным на основании ономастических данных.
Первым имя наложницы герцога Вильгельма назвал Гийом Жюмьежский. Специфичность её отношений с герцогом Вильгельмом позже сделала родившегося от этой связи Ричарда предметом для насмешек со стороны его противников. Так, король Людовик IV Заморский называл герцога «сыном шлюхи, которая соблазнила чужого мужа».
На момент рождения сына от герцога (933 или 934 год) Спрота жила в собственном доме в Байё. Вильгельм приказал крестить сына и дал ему имя Ричард; крёстным отцом стал сенешаль герцога по имени Бото. Ричарду было всего 8 или 9 лет, когда в 942 году его отца убили. Ввиду отсутствия других наследников мальчик был признан герцогом и увезён ко двору короля Людовика IV Заморского. Спрота же, оказавшаяся в опасности из-за развернувшейся в Нормандии междоусобицы, вышла замуж за богатого землевладельца Эсперленга. В этом браке у неё родился один сын, граф Иври Рауль, и несколько дочерей.
Дата смерти Спроты неизвестна.